# Luquembo
Luquembo é uma cidade e município da província de Malanje, em Angola.
Tem 10 971 km² e cerca de 70099 mil habitantes. É limitado a norte pelo município de Cambundi-Catembo, a leste pelo município de Quitapa, a sul pelo município de Quirima, e a oeste pelo município de Capunda.
O município é constituído pela comuna-sede, correspondente à cidade de Luquembo, e pela comuna de Dombo Uazanga. Até setembro de 2024 seu território continha as comunas de Quimbango, Capunda, Cunga Palanga e Rimba.
Suas actividades econômicas principais são a agricultura, com predominância para o cultivo de arroz (influenciado pelo clima tropical seco), e, tendo em conta a quantidade de recursos hídricos da região (particularmente os rios Jombo e Luando, e os lagos Catete, Calonga, Ziba e Chicondo), há ainda um relevante setor de extrativismo pesqueiro.